# Shorne
Shorne är en ort och civil parish i grevskapet Kent i sydöstra England. Orten ligger i distriktet Gravesham, cirka 5 kilometer sydost om Gravesend och cirka 6 kilometer nordväst om Rochester. Tätorten (built-up area) hade 1 036 invånare vid folkräkningen år 2021.